# Cabo Rozewie

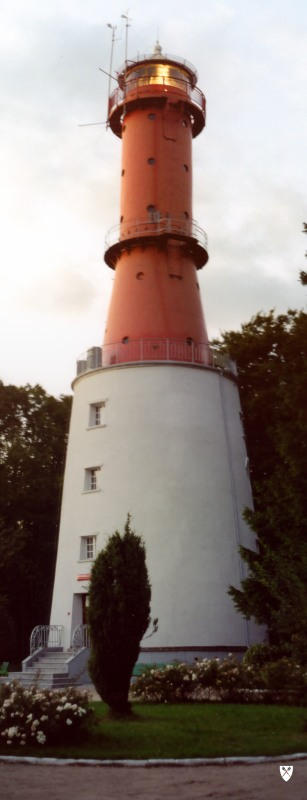
Farol do cabo Rozewie

O cabo Rozewie (em alemão:  Rixhöft) é um cabo na costa polaca do mar Báltico, na Voivodia da Pomerânia. Era tido como o ponto mais setentrional da Polónia, mas medições recentes feitas em dezembro de 2000 provaram que tal distinção pertence agora a uma praia próxima, em Jastrzębia Góra, ponto marcado com um obelisco sobre uma pequena falésia. Rozewie tem um farol e uma reserva natural. Tanto Rozewie como Jastrzębia Góra fazem parte do município de Władysławowo. 